# Interregno otomano
O  Interregno otomano ou guerra civil otomana (turco: Fetret Devri) foi um período de caos no Império Otomano que começou na Batalha de Ancara, em 20 de julho de 1402, quando o sultão Bajazeto I foi derrotado pelas forças da centro-asiáticas de Tamerlão. Embora Maomé I, o Cavalheiro tenha sido confirmado como sultão pelo vencedor, seus irmãos, Issa, Muça, Solimão e, posteriormente, Mustafá, se recusaram a reconhecer sua autoridade, cada um reivindicando o trono para si. O resultado foi uma guerra civil que durou até a Batalha de Camurlu, em 5 de julho de 1413, quando Maomé emergiu como vencedor e se autoproclamou sultão com o nome de Maomé I, restaurando a paz.

## Guerra civil

### Issa e Maomé
A guerra civil irrompeu entre os filhos do sultão Bajazeto I depois de sua morte em 1403. O mais velho, Solimão, cuja capital era Edirne, governava o norte da Grécia, a Bulgária e a Trácia. O segundo, Issa, se estabeleceu como monarca independente em Bursa enquanto Maomé formou um reino em Amásia. A guerra irrompeu entre Maomé e Issa e, depois das batalhas de Ermeni-beli e Ulubad (março-maio de 1403), Issa fugiu para Constantinopla e Maomé ocupou Bursa. A batalha seguinte, em Karasi, entre Maomé e Issa resultou na vitória de Maomé e na fuga de Issa para Caramânia. Ele foi posteriormente morto num banho por agentes de Maomé.

### Solimão entra na guerra
Enquanto isso, o outro filho ainda vivo de Bajazeto, Muça, que havia sido capturado na Batalha de Ancara, foi solto por Tamerlão sob a custódia de Iacube de Germiyan depois de um pedido feito por Maomé. Depois da morte de Issa, Solimão cruzou os estreitos com um grande exército e, num primeiro momento, alcançou alguns sucessos. Ele invadiu a Anatólia, capturou Bursa em março de 1404 e Ancara no final do mesmo ano.
Durante o impasse na Anatólia, que perdurou entre 1405 e 1410, Maomé enviou Musa através do Mar Negro até a Trácia com uma pequena força para atacar os territórios de Solimão no sudeste da Europa. Esta manobra logo conseguiu que Solimão voltasse para a Trácia, onde uma curta, mas sangrenta, disputa entre os irmãos se seguiu. A princípio, Solimão conseguiu se impor, vencendo em Cosmídio em 1410, mas, no ano seguinte, seu exército desertou para o lado de Musa em Edirne e Solimão foi executado. Musa era agora o sultão otomano na Europa.

### Maomé e Musa
Manuel II Paleólogo, o imperador bizantino, era aliado de Solimão e, por conta disso, Musa cercou Constantinopla. Desesperado, Manuel convidou Maomé para protegê-lo e os otomanos agora guarneciam a capital bizantina contra os invasores, também otomanos, da Trácia. Maomé tentou por várias vezes romper o cerco, mas foi obrigado a cruzar de volta o Bósforo para lidar com uma revolta que irrompera em seus territórios na Ásia. Musa pressionava o cerco e, quando Maomé retornou para a Trácia, contava com um novo aliado, o déspota da Sérvia Estêvão Lazarevic.
Os exércitos otomanos rivais se encontraram finalmente na planície de Chamurli (moderna Samokov, na Bulgária). Hassan, o aga dos janízaros de Maomé, se adiantou durante o enfileiramento dos exércitos e tentou desertar. Musa rapidamente o matou, mas acabou ele próprio ferido por um dos oficiais de Hassan. Os otomanos de Musa lutaram bem, mas a batalha terminou em vitória para Maomé e seus aliados. Musa e seu exército fugiram, mas ele foi alvejado, derrubado de seu cavalo e morto por um dos comandantes de Maomé. Com Musa morto, Maomé era o único filho sobrevivente do finado sultão Bajazeto I e tornou-se o sultão Maomé I. O Interregno é um excelente exemplo do fratricídio que se tornaria comum durante a sucessão ao trono no Império Otomano nos séculos seguintes.

## Títulos
Durante o Interregno, apenas Maomé cunhou moedas se intitulando "sultão". As moedas de Solimão o chamavam de "Emir Solimão, filho de Bajazeto", enquanto que as de Musa chamavam-no de "Muça, filho de Bajazeto". Até hoje não foram encontradas moedas de Issa.